# 서울서체
서울서체(Seoul Typeface)는 서울한강체(L, M, B, EB), 서울남산체(L, M, B, EB, 모바일용, 세로쓰기) 등 총 10종으로 구성된 글꼴이다. 서울특별시에서 개발했으며, 한글은 유니코드 기반의 11,172자를 지원하며, 영문(Basic Latin)은 94자, KS심볼, KS한자로 구성되어 있다. 총 개발 자수는 119,980자이다.

## 정의
서울특별시가 목표하고 있는 '세계 디자인 도시로서의 서울'로서의 브랜드 아이덴티티(identity)를 확립하기 위해 만든 글꼴이다. 현재 서울특별시는 공공건물, 공공문서 등에 사용하고 있다. 대표적으로 서울특별시청 현판 및 서울 지하철 9호선의 안내 표지판, 경부고속도로 서울 요금소의 간판에 서울서체가 쓰이고 있다. 또, 서울 지하철 9호선 외의 다른 노선에서도 표지판을 서울서체로 개정하는 일이 많아졌다. 그 예로, 2010년 이후, 서울메트로와 서울도시철도의 역명판과 폴사인이 지하철체에서 서울남산체로 개정되고 있다.

## 목표
서울서체가 추구하고 있는 목표는 다음과 같다.
- 조화성: 전통조형의 아름다움과 현대감각의 조화
- 효율성: 단순하고 간결한 형태를 통한 서체효율성, 적용성 제고
- 확장성: 다양한 미디어 환경에 적합한 미래지향적 확장성 제고

## 종류

### 서울남산체

서울남산체(예시)

서울남산체가 적용된 서울특별시청 현판

서울남산체는 서울특별시에서 개발한 고딕체 개열의 서체로서 Light, Medium, Bold, Extra-Bold, 세로쓰기, 모바일용 등 총 여섯종으로 구성되어 있다. 특히 세로쓰기 서체는 세로형 간판 문화를 고려해 디자인된 서체이다.

### 서울한강체
서울한강체는 서울특별시에서 개발한 서울서체의 일부로서, 명조체 계열의 서체이다. 종류는 Light, Medium, Bold, Extra Bold, 모바일용 다섯 종으로 구성되어 있다.

서울한강체(예시)

### 특징

#### 모음
돌기가 90도로 뉘어져있어 정체성과 가독성을 추구하고 있다.

#### 자음
시각 흐름을 좋게하기 위해 단순화, 간결화했으며 특히 'ㅍ'과 'ㅎ'의 열림을 시각화해 특징을 부여했다.

모음의 특징

자음의 특징

## 같이 보기
- 서울특별시
- 윤고딕
- 윤명조